# Smoothwater Lake
Smoothwater Lake är en sjö i Kanada.   Den ligger i Timiskaming District och provinsen Ontario, i den sydöstra delen av landet, 400 km nordväst om huvudstaden Ottawa. Smoothwater Lake ligger 377 meter över havet. Arean är 9,5 kvadratkilometer. Den sträcker sig 7,0 kilometer i nord-sydlig riktning, och 3,1 kilometer i öst-västlig riktning.
I omgivningarna runt Smoothwater Lake växer i huvudsak blandskog. Trakten runt Smoothwater Lake är nära nog obefolkad, med mindre än två invånare per kvadratkilometer.